# Oscar Straus
Oscar Nathan Straus (Viena, 6 de março de 1870 – Bad Ischl, 11 de janeiro de 1954) foi um compositor austríaco de operetas, e música para filmes.
Escreveu cerca de quinhentas canções de cabaré, música de câmara, coro e orquestra. Seu nome original era realmente Strauss, mas também para fins profissionais, ele deliberadamente omitia o final 's', para não associar-se com a família Strauss.
Estudou música em Berlim com Max Bruch, voltou para Viena, e começou a escrever operettas, tornando-se um sério concorrente ao Franz Lehár. Em 1939, na sequência do Anschluss nazista, fugiu para Paris e, em seguida para Hollywood. Depois da guerra, voltou para a Europa, em Bad Ischl, Áustria onde morreu.
Suas obras mais conhecidas são: Ein Walzertraum ("Um Sonho de Valsa"), e O Soldado Corajoso (Der tapfere Soldat). A valsa do antigo regime é provavelmente o seu trabalho orquestral mais duradouro.
Uma escala musical de uma valsa de Oskar Straus foi colocada nas laterais do bombom Sonho de Valsa, um dos chocolates mais consumidos no Brasil.

## Obras

### Operetas

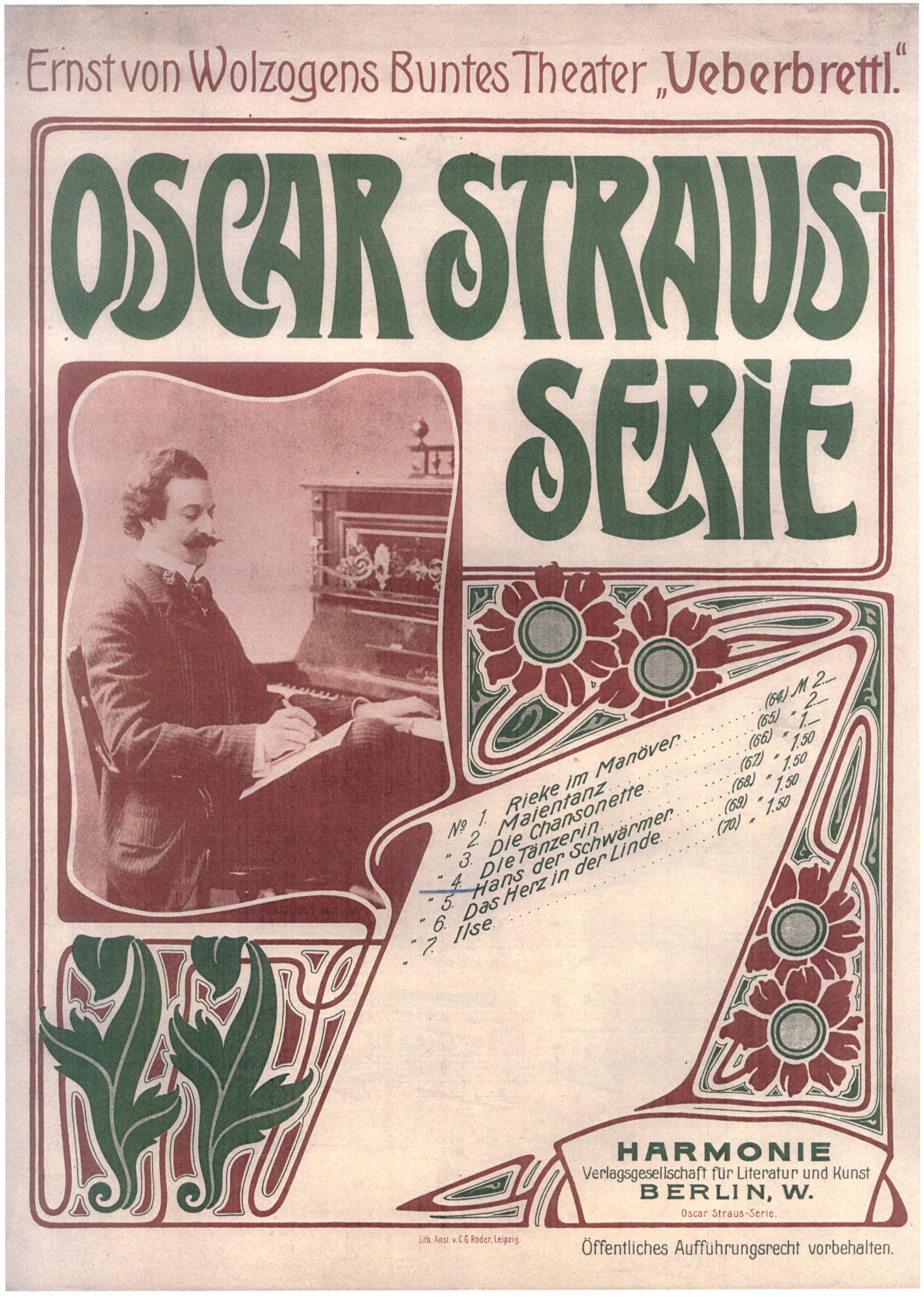

- Die lustigen Nibelungen (The Merry Nibelungs) – 1904
- Zur indischen Witwe – 1905
- Hugdietrichs Brautfahrt (Hugdietrich's Honeymoon) – 1906
- Ein Walzertraum (A Waltz Dream) – 1907
- Der tapfere Soldat (The Gallant Soldier, The Chocolate Soldier) – 1908
- Didi – 1908
- Das Tal der Liebe – 1909
- Mein junger Herr (My Son John) – 1910
- Der tapfere Cassian (The Brave Cassian) – 1912
- The Dancing Viennese – 1912
- Love and Laughter – 1913
- Rund um die Liebe – 1914
- Liebeszauber – 1916
- Der letzte Walzer – 1920
- Die Teresina — 1925
- Die Musik kommt – 1928
- Eine Frau, die weiß, was sie will – 1932
- Drei Walzer – 1935
- Ihr erster Walzer (revised version, Die Musik kommt) – 1950
- Bozena – 1952

### Balés
- Colombine – 1904
- Die Prinzessin von Tragant – 1912

### Música para filmes
- Jenny Lind – 1930[carece de fontes?]
- Danube Love Song – 1931
- The Smiling Lieutenant – 1932
- The Southerner – 1932
- One Hour With You – 1932
- Die Herren von Maxim – 1933
- Frühlingsstimmen – 1934
- Land Without Music – 1935
- Make a Wish – 1935
- La ronde – 1950